# René Cossa
Enrique René Cossa (Buenos Aires, Argentina, ¿? - ibídem, 25 de junio de 1981) fue un actor de reparto, director de radio y autor argentino.

## Carrera
Cossa, que fue un actor prodigio de niño, era un primer actor que cubrió varios roles secundarios durante la época de oro del cine argentino. 
Trabajó con actores de la talla de Oscar Villa, Pedro Fiorito, José Otal, Ernesto Villegas, Susana Campos, Beba Bidart, Amalia Sánchez Ariño, Analía Gadé, César Soriano, Fernando Campos, Mercedes Gisper, entre otros.

## Filmografía
- 1937: Mateo
- 1939: Mi suegra es una fiera
- 1940: Confesión
- 1947: Lucrecia Borgia
- 1947: Un marido ideal
- 1950: Nacha Regules[2]

## Radio
Cossa tuvo un doble papel en radio tanto actor como interventor de varias emisoras radiales.
Cumplió una labor destacada en radiodifusión durante el gobierno del expresidente el general Juan Domingo Perón. También fue designado interventor en la década del '60 de Radio Belgrano, Radio Argentina y Radio del Pueblo.
Dirigió los radioteatros de Radio Splendid encabezados por la primera actriz Rosa Rosen como en 1954 fue Alma de mi Alma con Claudio Rodríguez Leiva, Por Siempre Ambar con Horacio Torrado, en 1955 Duelo al Sol con Iván Grondona y Ernesto Bianco, Mercado de Abasto con Roberto Lagos, La Furia del Deseo junto con Antuco Telesca y Juan Carlos Palma, y en 1957 ,Los Hijos No Se Venden con Alfredo Tobares.
También dirigió un ciclo de radioteatro en Radio El Mundo, con Fernanda Mistral y Alberto Argibay.

## Televisión
En 1960 hizo algunos aportes para el programa Teleteatro de la tarde, con obras como:
- Sinfonía pastoral, interpretada por Fernanda Mistral, Alberto Argibay, Fernando Labat, Marta González y Tina Helba.
- El misterio del cuarto amarillo con Elina Colomer, Ricardo Lavié, Juan José Edelman, Américo Sanjurjo, Luis Corradi, Gustavo Cavero y Héctor Sturman.
- Ana Karenina , con Fernanda Mistral, Ignacio Quirós, Virginia Romay, Luis Corradi, Susana Fernández Anca, Selva Alemán, Renée Roxana y Antonio Provitilo.
- El perfume de la dama de negro, con Elina Colomer, Ricardo Lavié, Juan José Edelman, Américo Sanjurjo, Luis Corradi, Héctor Sturman.[5]

## Teatro
En teatro integró la Compañía dramática de Pablo Podestá.
En 1944 hizo Mis Amadas Hijas, estrenada en el Teatro Ateneo, junto con Narciso Ibáñez Menta, Fanny Navarro, Nélida Franco, Herminia Franco, Guillermo Pedemonte, Manuel Ochoa, Arsenio Perdiguero, Pedro Bibe, Agustín Barrios, Marcial Manent y César Fiaschi.
En 1947 participó en una obra emblemática de la dramaturgia peronista, Camino bueno,
con la dirección de Carlos Morganti, junto con actores de la talla de Jorge Lanza, Antonio Capuano, Esperanza Palomero, Elida Lacroix, Pedro Maratea y Vicente Forastieri, entre otros.
En 1948 hizo en el Teatro Municipal, la obra Clase Media: El dilema de 5 millones de argentinos.
En 1949 destacó en la obra Tartufo de Molière, integrando la Compañía Oficial Municipal, junto con los actores Eduardo Cuitiño, Julio Gómez de la Serna, Julio Renato, Virginia Luque, entre otros. También actuó con figuras como Irma Córdoba, Blanca Tapia, Rosa Rosen, Marcos Zucker, Ángel Magaña y Jaime Walfish.
A fines de 1952 participó de la obra Un árbol para subir al cielo de Fermín Chávez, bajo la Compañía de la primera actriz Lola Membrives. Junto con amplio elenco como Marcelle Marcel, Sara Olmos, Mario Danesi, Virginia de la Cruz, Pierina Dealessi, Nelly Darén, Juan Sarcione, entre otros. 
En 1953 actuó en El patio de la morocha de Cátulo Castillo y Aníbal Troilo, bajo la dirección de Román Viñoly Barreto, con un amplio reparto como Elisardo Santalla, Marcelle Marcel, Jorge de la Riestra, Alberto Alat, Pedro Maratea, Aída Luz, Mario Danesi y Pierina Dealessi.
También hizo revista junto con importantes comediantes como Dringue Farías.
Como autor de sainetes se destacó con el tango Saineteando.

## Vida privada
Su hermano era el actor Miguel Cossa, la actriz Nelly Cossa, y su sobrino el compositor de tango Roberto Cossa. Su tío fue el actor, escenógrafo, autor y director Isidro Bello.